# Vitus Bilking
 Der er for få eller ingen kildehenvisninger i denne artikel, hvilket er et problem. Du kan hjælpe ved at angive troværdige kilder til de påstande, som fremføres i artiklen.

Vitus Bilking (12. december 1952 – 28. december 2019) var en dansk karateudøver. Han startede sin karatekarriere i 1973 med Kyokushinkai-karate, hvor han opnåede at blive danmarksmester 5 gange i alt.[kilde mangler] Han dyrkede Kyokushinkai i perioden 1973-75, og fortsatte herefter i Budo All-style-karate. I 1979 rejste han til USA og mødte Ridgely Abele‚ der inviterede ham til at træne Shuri-ryu-karate. Han blev fænget af den gennemtænkte tekniske træning og skiftede officielt over til Shuri-ryu den 16. december 1982.[kilde mangler]

## Resultater
Igennem sin tid som karate ka har Kyoshi Vitus Bilking bl.a. opnået
- 8. dan Okinawan Shuri-ryu
- 7. dan WKF, Shihan
- Indførte Shuri-ryu i Danmark
- Director af Kokusai Shurite Yudansha-Kai
- International chefinstruktør i Shuri-ryu
- International dommerlicens USKA 1984
- Formand for dommerudvalget i Dansk Karate Forbund i flere år
- Har været national og international dommer i over 25 år
- Æresmedlem af Dansk Karate Forbund

## Hans død
Vitus Bilking døde efter 16 års kamp med knoglemarvskræft. Igennem hans lange sygdomsforløb viste han gang på gang at han var en kæmper til det sidste. Hans sidste undervisning var 3 uger før hans død, hvor han var så afkræftet, at han var nødsaget til at sidde ned. Men på trods af dette var hans største ønske stadig at undervise og videregive sin viden.[kilde mangler]

## Arv
Vitus Bilking har gennem sin karatekarriere startet to karate klubber. Den første var i Esbjerg og den sidste var i Aarhus som blev grundlagt efteråret 1986. Han fortsatte med at undervise i Aarhus samt i resten af landet indtil sin død. Derudover havde han det overordnede ansvar for stilarten i Danmark, som han overdragede til Niels Larsen 7. Dan tidligt i sit sygdomsforløb i 2011. Derudover overdragede han ansvaret for sin karateklub i Aarhus til Dennis Lerche 3. Dan i 2012.[kilde mangler]